# Das Doppelleben des Frank Sinatra
Das Doppelleben des Frank Sinatra (Alternativtitel: Sinatra – Star der Mafia; Originaltitel: Sinatra: Dark Star) ist ein zweiteiliger Dokumentarfilm von Christopher Olgiati aus dem Jahr 2005 über das Leben von Frank Sinatra und seine Verbindungen zu Mafiosi der amerikanischen Cosa Nostra.

## Inhalt

### Von Aufstieg und Abgrund
Der erste Teil des Dokumentarfilms beleuchtet die Emigration der Familie Frank Sinatras aus Lercara Friddi, Sizilien nach New Jersey, USA. Er behandelt Sinatras Jugend und dessen erste erfolglose Versuche in der Musikbranche in New York City, bis durch ein geheimes Vorsingen vor Mafiosi der amerikanischen Cosa Nostra und deren folgliche Unterstützung erste Erfolge zu verzeichnen sind. Es folgen Popularität, Tourneen und ein Durchbruch in der Filmindustrie; was vor allem durch Kontakte zu hochrangigen Mobstern wie Vincent „Jimmy Blue Eyes“ Alo, Frank Costello und „Lucky“ Luciano möglich gewesen sein soll. Des Weiteren wird seine mutmaßliche Anwesenheit auf der sogenannten „Havanna-Konferenz“ im Jahr 1946 thematisiert, einer einwöchigen Tagung in Havanna auf Kuba, bei der sich diverse Unterweltgrößen der Vereinigten Staaten einfanden.
Darüber hinaus seinen Abstieg in „Hollywood“ und der Musikbranche während seiner toxischen Beziehung mit der Schauspielerin Ava Gardner, bis ihm mithilfe des Chicagoer Mobsters John Roselli ein erfolgreicher Neueinstieg in der Filmbranche gelingt.

### Von Mythos und Macht
Der zweite Teil legt den Fokus auf Sinatras Nähe zu dem Chicagoer Mafiaboss Sam „Momo“ Giancana und ihre Eröffnung des Casino-Resorts Cal Neva Lodge and Casino. Auch Sinatras Tätigkeit für die Mafia als Entertainer in den Casinos von Las Vegas wird thematisiert. Darüber hinaus wird seine mutmaßliche Funktion als Mittelsmann zwischen Giancana und John F. Kennedy bei dessen Präsidentschaftskandidatur beleuchtet, bei der Kennedy sich Wählerstimmen durch die Mafia und Giancana sich eine gewisse politische Protektion erhofft haben soll.

## Liste der Interviewpartner
- Ann Barak – Musikerin
- Anthony Petrozelli – Ehem. Nachbar von Frank Sinatra
- Artie Shaw – Musiker und Ex-Mann von Ava Gardner
- Anthony Summers – Investigativer Journalist und Autor
- Carole Cortland Russo – Nichte von Vincent „Jimmy Blue Eyes“ Alo
- Chico Scimone – Pianist
- Dan Arney – Sinatras Pilot
- Douglas MacMillan – Mitarbeiter des Justizministeriums der Vereinigten Staaten
- Ed Becker – Casino-Geschäftsführer
- Ed Walters – Casino-Mitarbeiter
- Frank Cullotta – Ehem. italoamerikanischer Mobster und Assoziierter des Chicago Outfit
- G. Robert Blakey – Anwalt und Jura-Professor
- George Jacobs – Sinatras ehem. Diener
- Graf Guido Deiro – Croupier
- Guy Farmer – Mitarbeiter der Casino-Aufsichtsbehörde
- Janet Leigh – Schauspielerin und Freundin von Frank Sinatra
- Jo-Carroll Dennison – Schauspielerin und Freundin Sinatras
- John Smith – Detektiv
- Lois Nettleton – Schauspielerin und Freundin von Frank Sinatra
- Luellen Smiley – Buchautorin und Lifestyle-Kolumnistin
- Mary Mane – Witwe eines Freundes von Sinatra
- Mearene Jordan – Ehem. Assistentin von Ava Gardner
- Melville Shavelson – US-amerikanischer Filmregisseur
- Nathaniel Akermann – Ehem. Bundesstaatsanwalt
- Nick Sevano – Buchautor und persönlicher Assistent von Frank Sinatra
- Paul Anka – Freund und Arbeitskollege von Sinatra
- Robbyn Swan – Journalistin und Autorin
- Robert Maheu – Amerikanischer Geschäftsmann
- Shecky Greene – Komiker und Freund Sinatras
- Shirley Ballard – Schauspielerin und ehem. Freundin von Frank Sinatra
- Shirley MacLaine – Schauspielerin
- Sonny King – Entertainer und Freund Sinatras
- Tony Montana – Geschäftsmann
- Willie Restum – Musiker
- Yul „Rock“ Brynner Jr. – Freund von Frank Sinatra

## Hintergrund
Der von Paladin InVision Ltd. in Kooperation mit ZDF, Arte, BBC Television und A&E Network produzierte Dokumentarfilm wurde in Deutschland im Rahmen des Themenabends Sinatra and Friends am 17. Juli 2005 auf Arte erstveröffentlicht und erschien am 4. August 2005 in Großbritannien auf BBC One unter dem internationalen Titel Sinatra: Dark Star. Am 14. August 2008 strahlte ZDF den Dokumentarfilm erstmals unter dem Titel Sinatra – Star der Mafia aus.